# 산계 (동물)

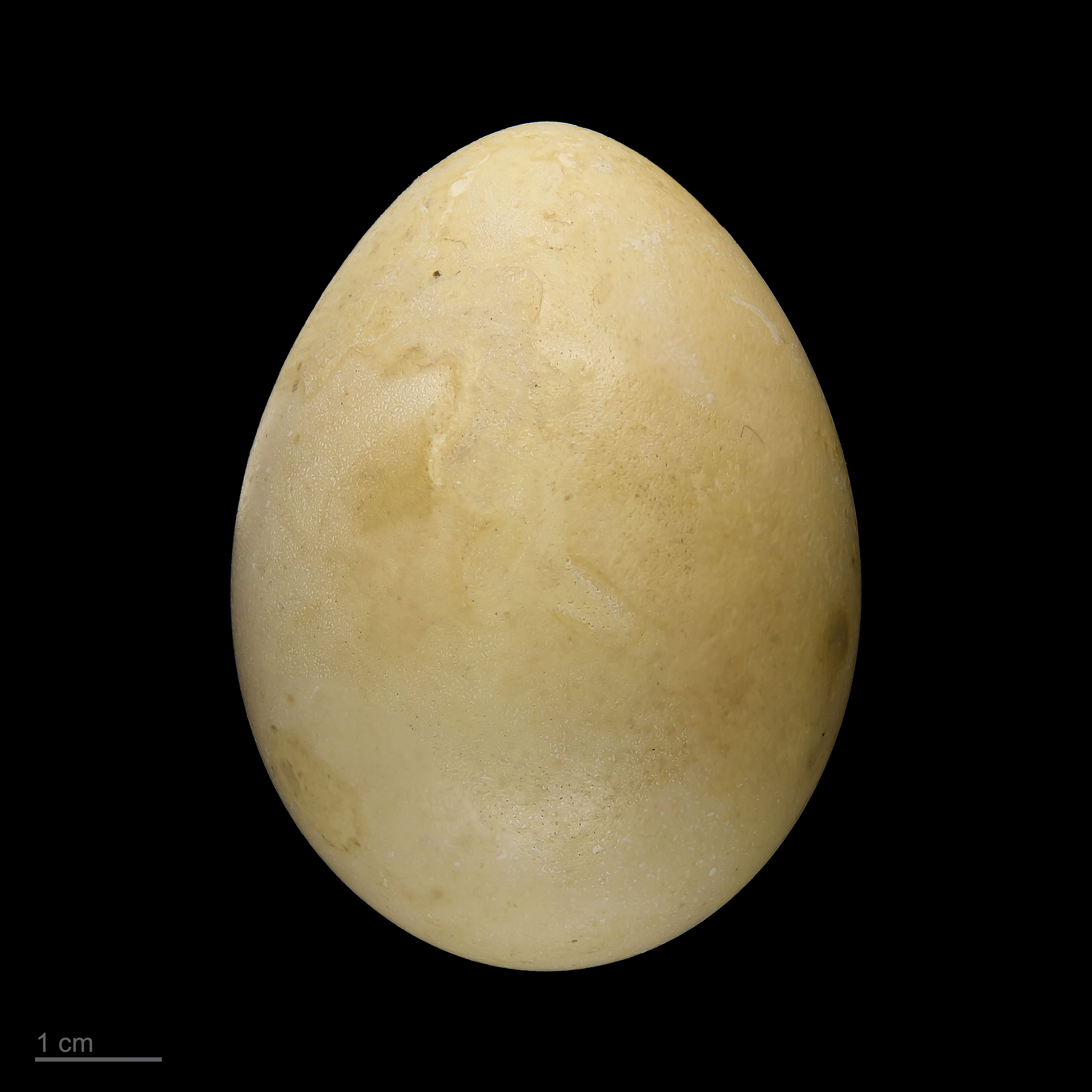
Lophura swinhoii

산계(山鷄)는 타이완의 고유종이다. 2300m 이상 고산지에 살며 뺨엔 붉은 피부가 그대로 드러나있다.
금계, 은계처럼 애완용으로 기르기도 한다.
중국에서는 멸종위기 보호종으로 지정되어 보호받는다.